# Russell Smith (Jazzpianist)
Russell Smith (* 1890 in Kentucky; † 1969 in Indianapolis) war ein US-amerikanischer Jazzpianist, Sänger, Komponist und Bandleader.
Russell Smith wuchs in Indianapolis auf und komponierte ab 1908 eine Reihe von Ragtime-Nummern, wie „Princess Rag“, „Microbe Rag“ und „That Demon Rag“. In diesem Jahr gründete er dann eines der ersten bedeutenden afroamerikanischen Tanzorchester der Stadt, das ein Engagement im Severin Hotel bekam, wo es dann drei Jahre auftrat. In seinem Orchester, in dem er sowohl Pianist als auch Sänger war, spielten u. a. Noble Sissle und Reginald DuValle. Er arbeitete dann in New York für W. C. Handy und trat im Lafayette Theatre in Harlem auf. Anschließend spielte er in der Tourneegruppe Shuffle Along und wirkte bei The Chocolate Dandies mit, der erfolgreichen Revue von Noble Sissle und Eubie Blake von 1924. Im Jahr 1935 kehrte Smith für immer nach Indianapolis zurück und trat Ende der 1940er und Anfang der 1950er Jahre mit einem Jazztrio oder im Quartettbesetzung im Sandy’s und im Meridian auf; im Hauptberuf arbeitete er als Hausmeister einer Buchhandlung.  1956 trat er im neu eröffneten Indianapolis Jazz Club auf.
Der Pianist ist nicht mit dem gleichnamigen Trompeter und Sänger Russell Smith (1890–1966) zu verwechseln, der ebenfalls bei Noble Sissle und bei Fletcher Henderson spielte.